# Céline Renooz
Céline Renooz (née Céline Fanny Clémence Renoz à Liège le 7 janvier 1840 et morte dans le 16e arrondissement de Paris le 22 février 1928) est une féministe belge connue pour ses travaux sur l'évolution, l'épistémologie et l'historiographie.
Dans une série de livres, conférences et articles, elle défend la suppression des structures patriarcales opprimant les femmes. Sa philosophie, connue sous le nom de « néosophie », esquisse une vision alternative et non dominée par le point de vue masculin sur les sciences. Elle fait la promotion du matriarcat en tant que système social idéal. Ses travaux les plus tardifs appliquent l'approche néosophiste à l'historiographie, critiquent les récits sociaux centrés sur les hommes et suggèrent une nouvelle interprétation féministe des événements historiques.
Les idées de Céline Renooz sont souvent trop radicales pour la plupart de ses contemporains - et contemporaines, même féministes. Ses tentatives de réforme de la méthode scientifique ne reçoivent pas le soutien des quelques femmes de sciences de son époque. Ses travaux sont largement ignorés, toutefois, elle a été reconnue comme l'une des rares femmes fréquentant certains cercles scientifiques parisiens et comme soutien aux campagnes féministes contre l'oppression. Cependant, ses idées philosophiques construites par elle-même en opposition avec la science sont erronées et elle est la promotrice assez égotiste d'un ésotérisme douteux.

## Biographie

### Jeunesse et mariage
Septième d'une riche famille, Céline Renooz naît à Liège, en Belgique, en 1840. Sa mère, pour qui Céline Renooz a peu d'estime, est originaire de Paris et son père, Emmanuel-Nicolas Renoz (qui préfère écrire plus simplement son nom de famille), est notaire et a joué un rôle notable dans la révolution belge de 1830. Ses vues libérales exercent une influence considérable sur sa fille. Ses opinions politiques le conduisent à s'opposer à l'église catholique qui lui refuse les obsèques religieuses à sa mort en 1856, provoquant des tensions entre catholiques et libéraux. À sa mort, sa bibliothèque revient, non à Céline, mais à son frère Ernest, qui la revendique en arguant que « c’était la responsabilité de l’homme de fournir des livres pour sa famille ».

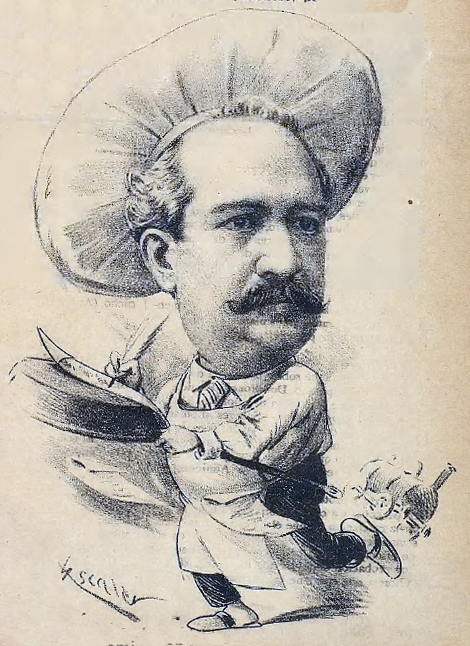
Ángel Muro, mari de Céline Renooz.

L'éducation de Céline Renooz se limite aux simples leçons destinées aux femmes au XIXe siècle. En 1859, elle épouse un étudiant espagnol : Ángel Muro Goiri (es). Fils d'un banquier célèbre pour ses activités politiques, Muro étudie alors pour devenir ingénieur. Après le mariage, le couple déménage en Espagne et a plusieurs enfants. Mais les désaccords y sont tels qu'en 1875, Céline décide de quitter son mari pour vivre avec ses enfants à Paris, ayant vécu des années malheureuses de tromperie. Muro deviendra journaliste, écrivant dans les journaux français et espagnols, mais il est plus connu en tant qu'auteur d'un livre en espagnol sur la gastronomie qui connaîtra un certain succès: El Practicón (es).
La vision du monde de Céline Renooz restera profondément marquée par sa malheureuse expérience matrimoniale, où elle verra le « triste apprentissage » lui ayant permis de découvrir les « racines du mal ».

### Carrière

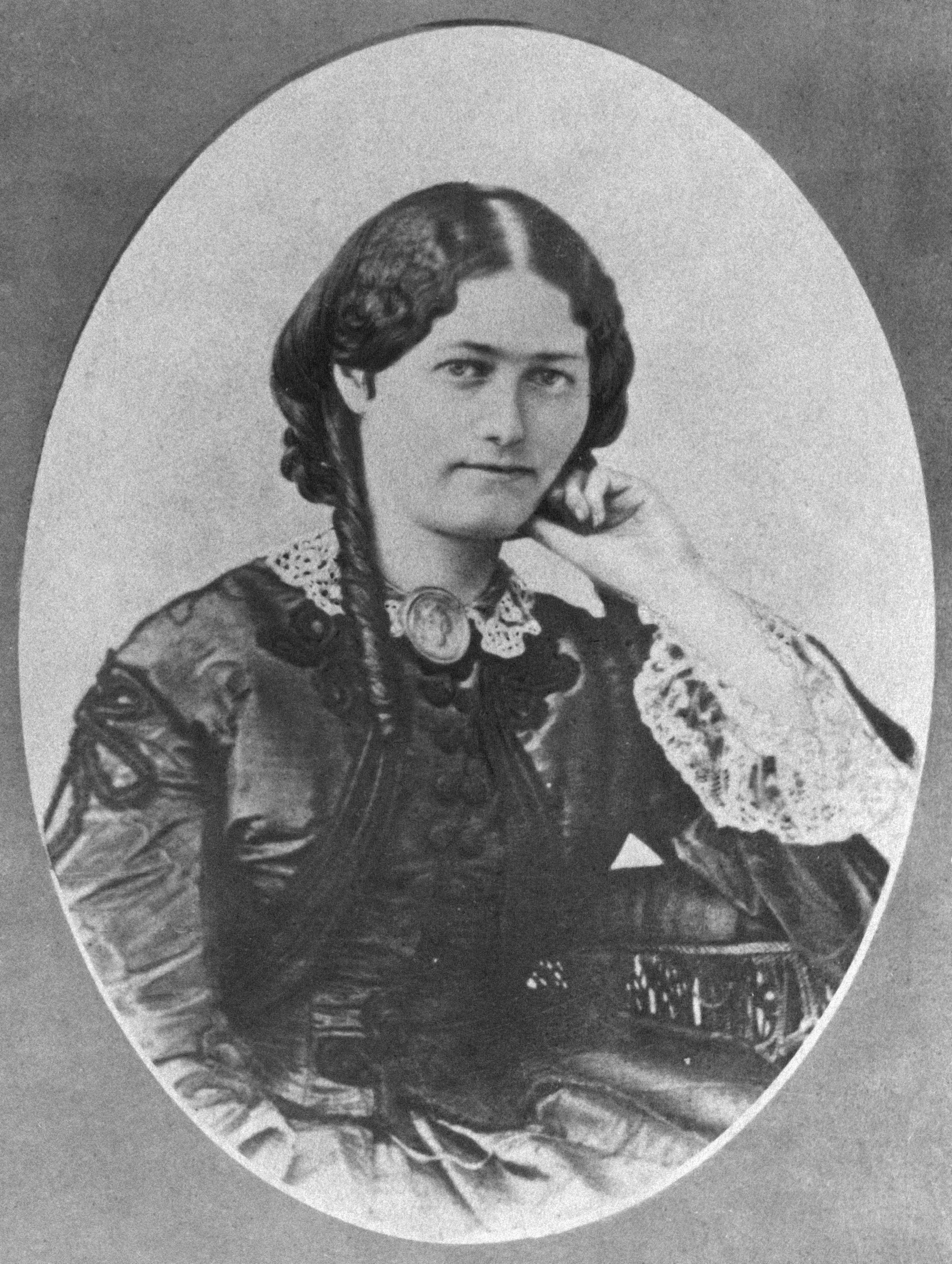
Clémence Royer, traductrice et scientifique, avec qui Céline Renooz a correspondu.

À la suite de sa séparation, Renooz entame une carrière prolifique comme journaliste, autrice et conférencière. Elle publie des articles polémiques et plus d'une douzaine de livres sur des thèmes sociaux et scientifiques. Son œuvre est marquée par un intérêt profond pour l'évolution et l'anthropologie, un positionnement anti-clérical et un zèle militant en faveur de l'importance de la maternité. Elle soutient que la femme devrait avoir un statut social supérieur à celui de l'homme, érigeant le matriarcat en idéal social. Dans ses écrits philosophiques, elle synthétise et adapte les idées de plusieurs penseurs critiques contemporains, comme Patrick Geddes, John Arthur Thomson et Johann Jakob Bachofen, à une vision alternative des sciences et de l'histoire plaçant la femme au centre, à laquelle elle donne le nom de« Science Nouvelle ».

#### Théorie de l'évolution
Le premier livre de Céline Renooz, L'Origine des animaux (1883), est écrit en réponse à L'Origine des espèces de Charles Darwin, dont la traduction a été publiée en 1862 par Clémence Royer. Critiquant le caractère scientifique de la théorie de Darwin, Céline Renooz propose de baser la théorie de l'évolution sur l'embryologie. Elle en conclut que les ancêtres de l'être humain remontent au règne végétal, plus spécialement à la famille des fèves, une vision peut-être influencée par la théorie récapitulative d'Ernst Haeckel. Selon elle, la tête correspond aux racines d'une plante et le corps humain au tronc et aux branches. Elle rejette l'idée de la sélection naturelle pour les humains en soulignant leur caractère coopératif inhérent (partagé avec le règne végétal) et non compétitif comme dans le règne animal, bien que Darwin n'ait pas nié la dimension coopérative du vivant. Elle fait valoir que sa théorie végétale de l'origine humaine serait d'autant plus pertinente qu'elle n'est pas le fruit d'une recherche, mais d'une intuition qui lui serait venue alors qu'elle quittait la Bibliothèque nationale de France où elle avait lu l'ouvrage De l'homme de Claude-Adrien Helvétius. Par la suite, elle attribue à plusieurs reprises ses découvertes au même pouvoir intuitif.

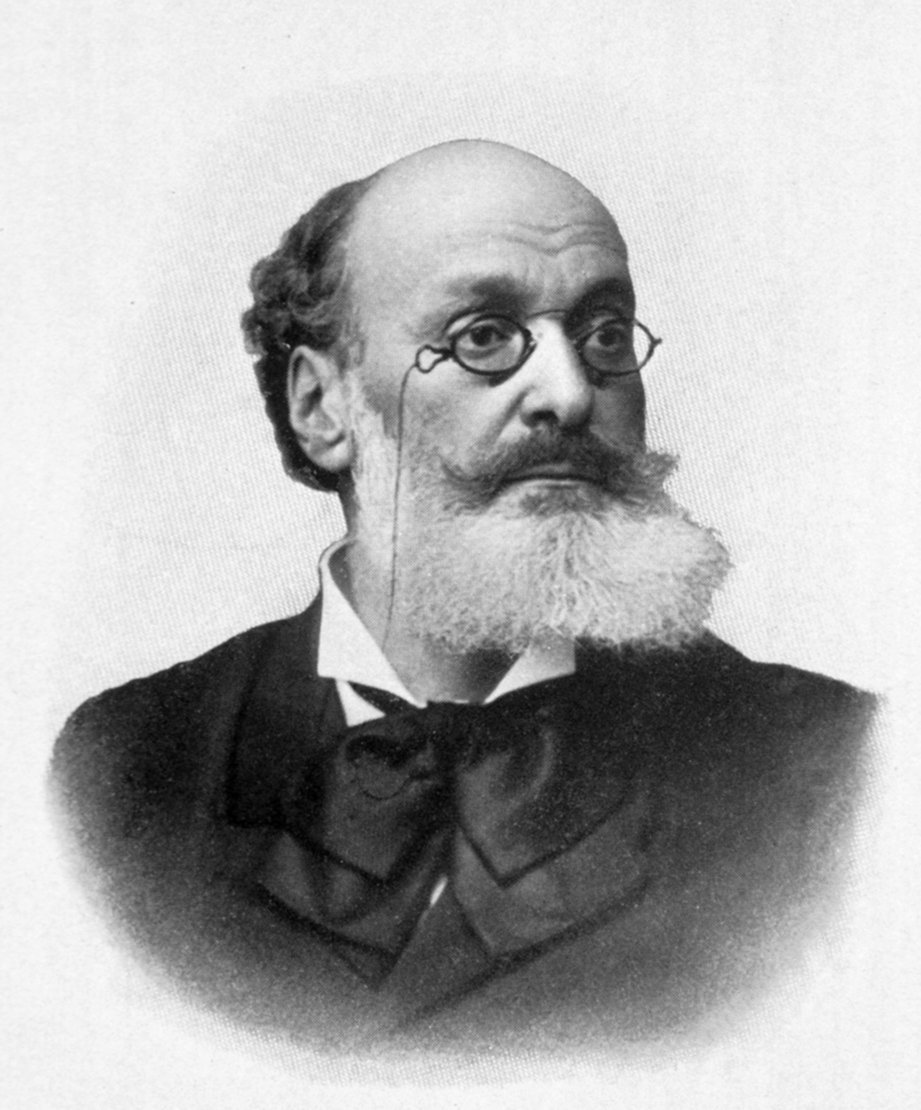
Mathias-Marie Duval qui prétend que Céline Renooz est folle.

Les idées de Céline Renooz sont reçues par la communauté scientifique avec frilosité et dérision. Son éditeur Baillière se rétracte publiquement, affirmant n'avoir pas lu son livre avant de le publier. En 1887, elle rencontre le scientifique Mathias-Marie Duval qui la prend pour une folle. Cette rencontre restera un traumatisme pour elle qui écrira dans ses mémoires plusieurs années plus tard que Duval représente la figure de l'Antéchrist dans le combat contre les femmes et un « Vandale de la science ». Face aux critiques, elle commence à voir des ennemis partout et souffre de symptômes se rapprochant de la paranoïa.
En 1887, Edmond Hébert, le doyen de la Faculté des sciences de Paris, l'invite à donner à propos de sa théorie une conférence à la Sorbonne, qui n'est pas mieux reçue que son ouvrage.

#### Néosophisme
En 1888, Céline Renooz fonde La Revue scientifique des femmes qui a objectif de réviser la méthode scientifique dans une perspective féministe. Son espoir est de faire naître une « vraie science » basée sur l'intuition libérée des biais patriarcaux. Dans l'éditorial du premier numéro, elle explique que c'est la tâche de la femme de régénérer avec son intuition les valeurs perdues de la vie intellectuelle, de la moralité, de la foi en la vérité suprême et de l'enthousiasme pour les grandes causes sacrées.
La Revue décrit les réalisations des femmes médecins et scientifiques et inclut de longs extraits de La Nouvelle Science, un traité en trois volumes qu'elle est en train d'écrire. Elle se sert aussi de sa revue pour dénoncer le mauvais traitement subi par les femmes dans certains établissements, notamment la résistance de Jean-Martin Charcot à la promotion des femmes en médecine. Bien que la Revue rassemble un petit groupe de contributrices enthousiastes, dont la médecin Caroline Schultze, elle fait faillite et cesse de paraître au bout d'un an.
Les trois tomes de La Nouvelle Science sont publiés en 1890. Le premier tome, La Force, esquisse un nouveau cadre pour la compréhension de la physique, en prêtant une attention particulière à l'évolution stellaire et à la formation du carbone. L'oxygène y est décrit comme la principale force physique et spirituelle de l'univers, en conflit avec son ennemi maléfique, l'azote. D'autres forces physiques y apparaissent comme des « déesses ». Les deuxième et troisième tomes sont intitulés Le Principe générateur de la Vie et L'Évolution de l'Homme et des Animaux. Ensemble, ils constituent l'exposé le plus complet de la mission que s'est fixée Céline Renooz afin de remplacer les connaissances scientifiques conventionnelles par une nouvelle épistémologie qu'elle appelle « néosophisme ».
En 1892, la Société de physiologie devant tenir sa seconde conférence annuelle dans sa ville natale de Liège, Céline Renooz prend contact avec l'organisateur pour y exposer sa théorie de l'évolution. Seule femme présente, parmi plus de deux cents participants, elle est accueillie avec bienveillance. On lui demande un article pour L'Indépendance belge. Elle revient en Belgique l'année suivante, en 1893, et donne deux conférences à Bruxelles sur l'évolution et la physiologie comparée de l'homme et de la femme.
En 1897, Céline Renooz écrit une lettre publiée dans Le Matin qui fait l'objet de controverses. À la suite de l'expédition de Salomon August Andrée en ballon à gaz, elle attribue l'échec de la mesure des vents polaires à la théorie de l'oxygène développée dans La Nouvelle Science. Le géographe Élisée Reclus réfute sa théorie.
Elle pense aussi que la modestie dérive de la gêne éprouvée par les hommes vis-à-vis de leur corps, estimant que les femmes sont plus enclines naturellement à revendiquer la nudité et la fierté de leur propre corps, signe extérieur de leur « supériorité morale ».
Dreyfusarde, Céline Renooz voit en Alfred Dreyfus une âme sœur, et comme elle-même la victime d'une société injuste.
Entre 1890 et 1913, elle travaille à son autobiographie, Prédestinée: l'autobiographie de la femme cachée, qui ne sera jamais finie ni publiée. Elle fonde en 1896 une École des néosophes et en 1897 la « Société Néosophique » pour collecter les fonds nécessaires à la publication des travaux.

#### Historiographie
Après avoir fondé la « Société néosophique », Céline Renooz organise un cours sur l'histoire des femmes qu'elle dispense à son domicile de la rue du Bac contre une contribution de 12 francs par semestre. Elle y développe une approche historiographique féministe qui insiste sur l'importance du rôle des femmes dans l'histoire, abordant un âge d'or hypothétique du matriarcat, la fondation des religions, la sorcellerie et la persécution des sorcières, la querelle des femmes à l'époque moderne et la place des femmes dans la société contemporaine. Ses leçons forment la base des 6 tomes de l'Ère nouvelle, partiellement publiée à sa mort, puis de manière posthume.
Pendant la Première Guerre mondiale, elle crée l’Action des femmes, association de suffragettes revendiquant des idées marquées par une grande méfiance à l’égard des hommes : primat du droit maternel sur les enfants, création d’une deuxième chambre de députés, exclusivement féminine, et d’une Cour suprême des Mères. En 1917, elle suggère, dans la Paix glorieuse, que l'intervention féminine pourrait amener la paix.
Vivant à Paris avec ses filles et dans une relative pauvreté, Céline Renooz y meurt en 1928, ses cendres étant placées dans le columbarium du Cimetière du Père-Lachaise.

## Réception et postérité
Pendant sa vie, les idées de Céline Renooz lui attirent quelques disciples, mais sont largement rejetées par les féministes ayant une éducation scientifique plus solide, comme Madeleine Pelletier qui la considère néanmoins comme une alliée pour la cause des femmes.
Tombée dans l'oubli, l'œuvre de Céline Renooz ne recommence à attirer l'attention que vers la fin du XXe siècle.

## Ouvrages et publications
- L'origine des animaux, histoire du développement primitif : nouvelle théorie de l'évolution, réfutant par l'anatomie celle de M. Darwin, Paris, J.-B. Baillière, 1883 (lire en ligne).
- La Nouvelle Science, t. 1 : La Force, Paris, Administration de la Nouvelle Science, 1890 (lire en ligne).
- La Nouvelle Science, t. 2 : Le Principe générateur de la vie, Paris, Administration de la Nouvelle Science, 1890 (lire en ligne).
- La Nouvelle Science, t. 3 : L'évolution de l'homme et des animaux: les mammifères, Paris, Administration de la Nouvelle Science, 1890 (lire en ligne).
- Psychologie comparée de l'homme et de la femme, Passy-Paris, chez l'auteur, 1897 (lire en ligne).
- La Science et l'empirisme, Paris, Bibliothèque de la Nouvelle Encyclopédie, 1897 (lire en ligne).
- La Paix glorieuse, nécessité due l'intervention féminine pour assurer la paix future, Paris, Publications néogothiques, 1917 (lire en ligne).
- L'Ère de la vérité, t. 1 : Le Monde primitif, Paris, Marcel Giard, 1921 (lire en ligne).
- L'Ère de la vérité, t. 2 : Le Monde ancien, Paris, Marcel Giard, 1924 (lire en ligne).
- L'Ère de la vérité, t. 3 : Le Monde israélite, Paris, Marcel Giard, 1925 (lire en ligne).
- L'Ère de la Vérité, t. 4 : Le Monde celtique, Paris, Marcele Giard, 1926 (lire en ligne).
- L'Ère de la vérité, t. 5 : Le Monde chrétien: johanisme et paulinisme, Paris, Marcel Giard, 1927 (lire en ligne).
- L'Ère de la vérité, t. 6 : Le Monde moderne, la terreur religieuse, Paris, Marcel Giard, 1933 (lire en ligne).
- La Loi des sexes devant la science et la morale, [Paris], 1927 (lire en ligne).